# Stylocoeniella
Stylocoeniella is een geslacht van neteldieren uit de klasse van de Anthozoa (bloemdieren).

## Soorten
- Stylocoeniella armata (Ehrenberg, 1834)
- Stylocoeniella cocosensis Veron, 1990
- Stylocoeniella guentheri (Bassett-Smith, 1890)
- Stylocoeniella nikei Benzoni & Pichon, 2004